# Macroagelaius
Macroagelaius és un gènere d'ocells, de la família dels ictèrids (Icteridae).

## Taxonomia
Segons la classificació del Congrés Ornitològic Internacional (versió 15.1, 2025), aquest gènere conté dues espècies:
- Federal de Colòmbia (Macroagelaius subalaris Boissonneau, 1840)
- Federal dels tepuis (Macroagelaius imthurni Sclater, PL, 1881)